# Alionematichthys samoaensis
Alionematichthys samoaensis is een straalvinnige vissensoort uit de familie van de naaldvissen (Bythitidae). De wetenschappelijke naam van de soort is voor het eerst geldig gepubliceerd in 2008 door Møller & Schwarzhans.